# Havelland (Schiff, 1985)
Die Havelland ist ein Berliner Fahrgastschiff.

## Geschichte
Das Schiff wurde mit der Baunummer 211 auf der Schiffswerft Schmidt in Oberwinter gebaut und kam unter dem Namen Stadt Merzig auf der Saar in Fahrt. Danach trug es den Namen Schloß Karlsberg und war in Saarbrücken gemeldet. Nach dem Verkauf nach Berlin wurde das Schiff 1993 auf den Namen Havelland umgetauft. Martina und Frank Triebler setzen die Havelland vor allem für Fahrten nach Werder und Potsdam ein. Mit dem Schiff durften laut Dieter Schubert im Jahr 2000 noch 250 Personen befördert werden, im Jahr 2007 waren es nur noch 200.